# Eksplozje w Bacie
Eksplozje w Bacie – seria eksplozji, do których doszło 7 marca 2021 w koszarach wojskowych w Bacie, największym mieście Gwinei Równikowej. W wyniku eksplozji śmierć poniosło 107 osób, a ponad 615 zostało rannych.
Pierwsza z pięciu eksplozji wydarzyła się o godzinie 15:00 i była najsilniejsza z serii. Ostatnią odnotowano o godzinie 17:00. Przyczyną był zapłon przechowywanego w koszarach dynamitu. Wybuchy spowodowały znaczne zniszczenia terenów otaczających koszary, na których znajdowały się osiedla mieszkaniowe. Prawie wszystkie okoliczne budynki i domy zostały uszkodzone lub całkowicie zniszczone. Po eksplozjach ewakuowano ludzi w promieniu czterech kilometrów od miejsca zdarzenia z powodu unoszących się oparów.
Ministerstwo Zdrowia Gwinei Równikowej ogłosiło, że wszystkie szpitale w Bacie są przepełnione. Najwięcej rannych przewieziono do szpitala Nuevo Inseso – 300, mniejsze ilości do Bata General – 150 oraz do La Paz – 70.
Prezydent Teodoro Obiang Nguema Mbasogo oznajmił na konferencji prasowej, że przyczyną wybuchu było niedbałe obchodzenie się z dynamitem przez personel koszar. Human Rights Watch poinformowało, że tuż przed tragedią, okoliczni rolnicy wypalali trawy na polach otaczających koszary i na skutek wiatru ogień przeniósł się na magazyn z dynamitem.